# Provident Life & Trust Company
El Provident Life & Trust Company fue un edificio en Filadelfia, la ciudad más grande del estado de Pensilvania (Estados Unidos). Fue diseñado en la época victoriana por el arquitecto Frank Furness y se considera una de sus mejores obras. Un banco y una compañía de seguros fundada en 1865 por miembros de la Society of Friends (cuáqueros), el edificio en forma de L del Provident tenía entradas en 407-09 Chestnut Street (banco) y 42 South 4th Street (compañía de seguros). Las dos alas finalmente se consolidaron en un edificio de oficinas (también por Furness) en la esquina noroeste de las calles 4th & Chestnut. Fue demolido entre 1959 y 1960. Su sitio lo ocupa ahora The Franklin Hotel at Independence Park (antiguo Omni Independence Park Hotel).

## Creación

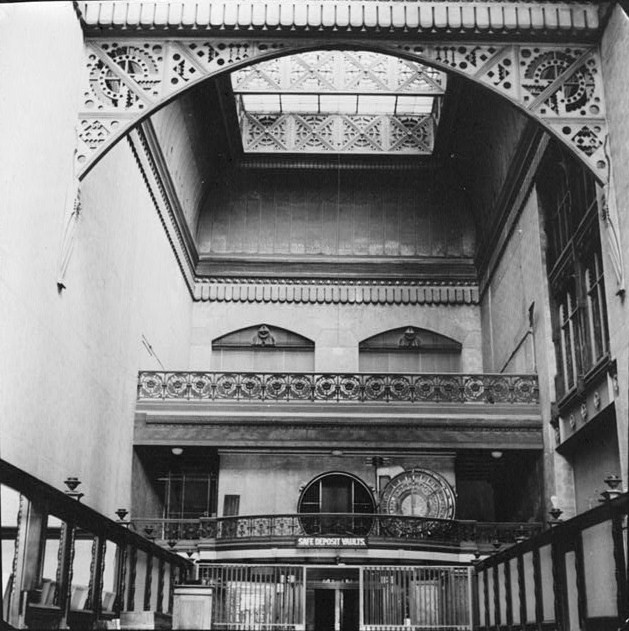
La sala bancaria de 4 pisos actuó como un patio de luces para la compañía de seguros en 42 South 4th Street (derecha).

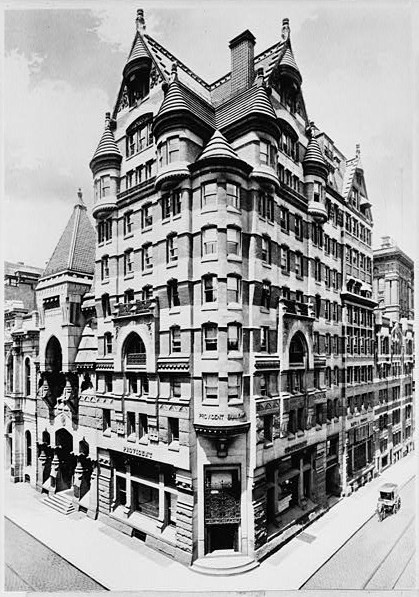
Provident Building, 401-09 Chestnut Street, Filadelfia, PA (1888-90, demolido en 1945).

En su Pabellón Brasileño en la Exposición Universal de Filadelfia de 1876, y su Centennial National Bank (1876) en la calle 32con Lancaster Avenue, Furness experimentó con características arquitectónicas que se convertirían en parte de su vocabulario de diseño distintivo: masa de piedra poco ortodoxa; revelar (e incluso resaltar) la estructura; columnas comprimidas en forma de pistón; policromía, todo en un estilo neogótico con influencia morisca. Provident Life & Trust Company fue un gran avance para Furness y se mantuvo vibrante incluso tras adiciones posteriores, interiores y exteriores, que comprometieron seriamente su poder.
El banco en 407-09 Chestnut Street iba a ser parte de "Banker's Row" de Filadelfia, y el desafío era distinguirlo de los edificios italianos establecidos. Furness ganó la comisión de Provident en un concurso nacional de diseño en 1876, superando a su ex socio George Hewitt. Su enérgica fachada gótica moderna exigía atención, su bahía saliente y su torre balanceadas sobre columnas comprimidas, ellas mismas sostenidas por ménsulas. El conjunto era un estudio en tensión y energía comprimida, pesada, pero no amenazante.
El interior era una habitación enorme, sus paredes y piso de 4 pisos estaban cubiertos con baldosas de Minton multicolores, un armazón de hierro arqueado en el medio del edificio decorado con recortes inspirados en máquinas y tragaluces sostenidos por cerchas de hierro con recortes similares. La mitad delantera estaba iluminada por la gran ventana gótica del saliente de la fachada y una gran claraboya; la mitad trasera, por otro lucernario y triforios orientados al norte. Las ventanas traseras de la compañía de seguros de la calle 4th se abrían a la alta sala bancaria llena de luz. El efecto fue más eclesiástico que secular —un santuario del comercio— con una severidad y lógica que presagiaba la Escuela de Chicago del modernismo de principios del siglo XX.

## Expansión
El diseño de Furness se vio comprometido a medida que la empresa se expandía. En un par de años, se agregó un balcón bajo y curvo en la parte trasera y otro en el frente debajo de la gran ventana gótica, al que se accede por una escalera de caracol al piso del banco y luego desde el edificio hacia el este. 
El banco se expandió hacia el norte hasta Ranstead Street, se bloquearon las ventanas del triforio y se agregó un segundo balcón en la parte trasera. En 1888, Provident había comprado todas las propiedades adyacentes al este y contrató a Furness, Evans & Company para construir un edificio de oficinas de 10 pisos.
El resultado fue el Provident Building de Furness, inaugurado en 1890. Este era una fantasía bávara unida a un modelo de racionalismo creativo. En sus pisos inferiores, reprodujo los materiales policromáticos del banco y se hizo eco del arco gótico. Fue demolido en 1945.

## Demolición
Al otro lado de Chestnut Street desde el Provident Life estaba el Second Bank of the United States, un templo neogriego de mármol blanco de William Strickland. La planificación de lo que hoy es el Parque Histórico Nacional de la Independencia (INHP) comenzó a fines de los años 1940, y el banco de Strickland se convertiría en un museo de arte con retratos de los Padres Fundadores. En la cuadra frente al Provident Life, todos los edificios, excepto el Second Bank, fueron demolidos para el parque nacional, y se erigió una recreación de la Library Company de Filadelfia de William Thornton (1790). Los tranquilos edificios de estilo italiano de Banker's Row se consideraban armoniosos con el Second Bank y con el recreado Library Hall. Pero el Provident fue considerado discordante.
Durante los años 1950, los historiadores de la arquitectura trabajaron para salvar el Provident Life, escribiendo artículos para las principales publicaciones, fotografiándolo y documentándolo. Charles E. Peterson, el arquitecto del Servicio de Parques Nacionales asignado al INHP, editó una columna en el Journal of the Society of Architectural Historians y la usó para llamar la atención sobre el Provident. Pero el Provident Life fue demolido a partir de 1959. Las muestras de los azulejos de Minton y otros elementos arquitectónicos se conservan en la colección de estudios de arquitectura del INHP.

## Galería

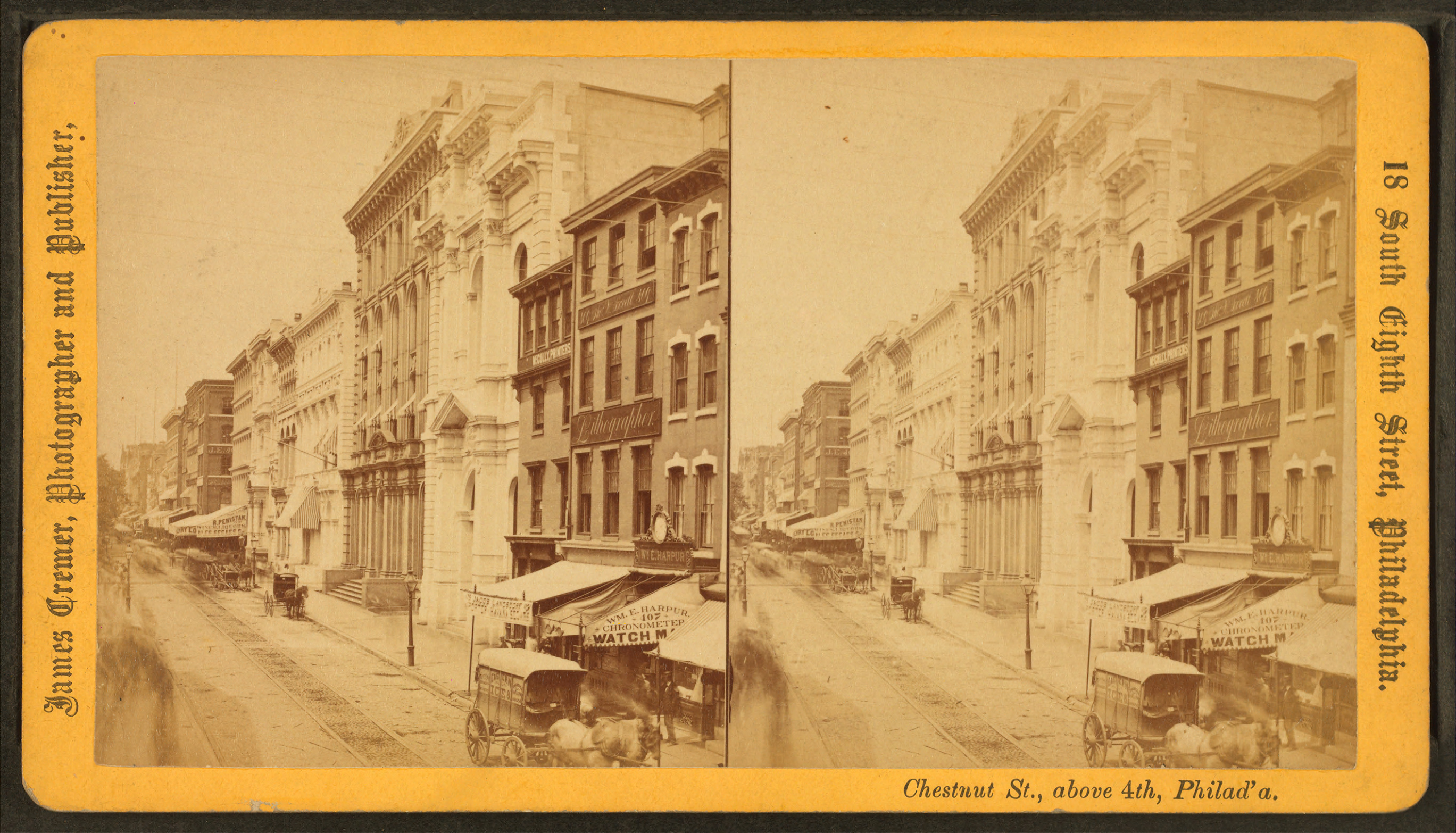
El Bankers 'Row hacia 1875, antes de la construcción de The Provident.
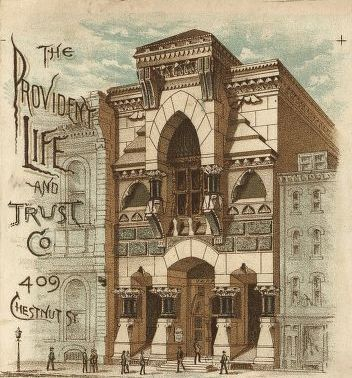
Ilustración de un mapa de 1886.
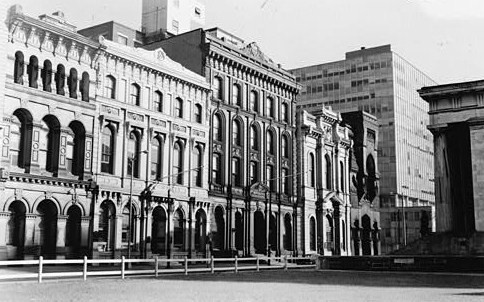
El Bankers 'Row en 1959. El Provident está a la derecha del centro.
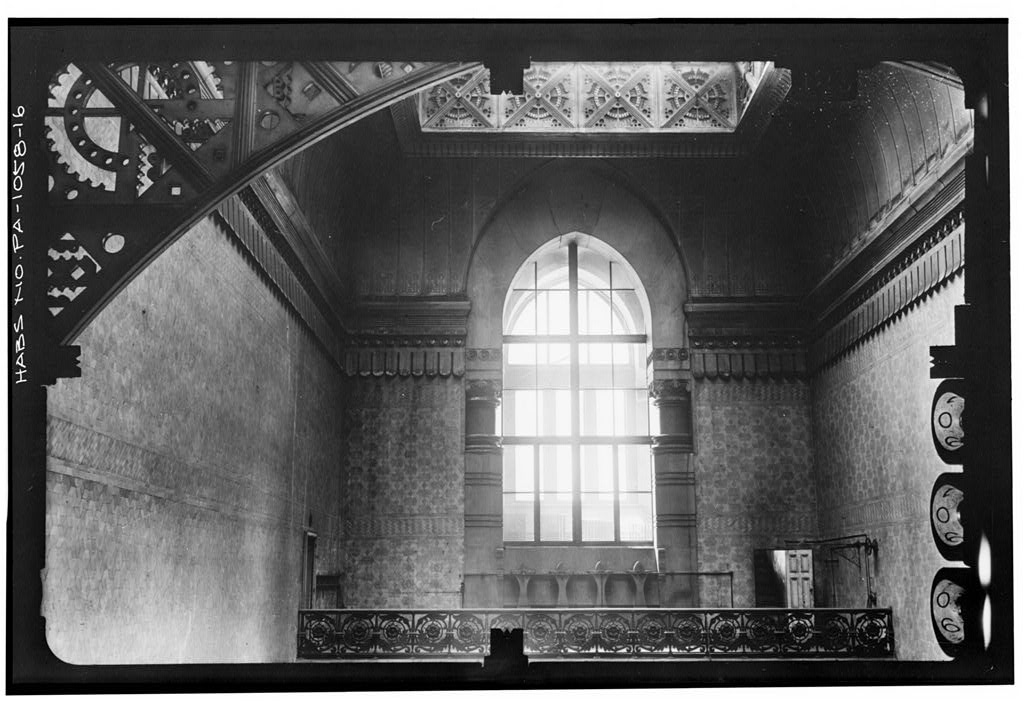
Interior, mirando al sur desde el segundo balcón trasero hacia la ventana gótica, 1959.
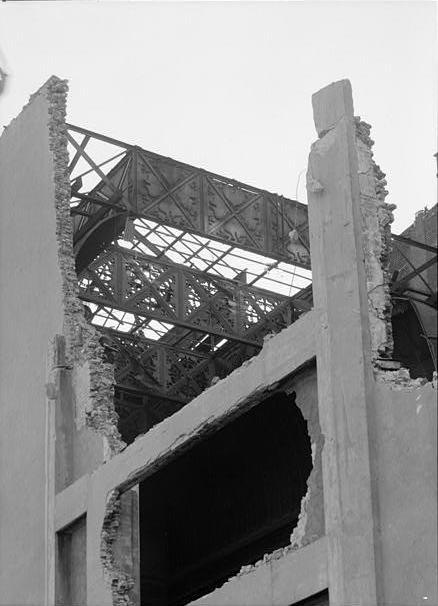
Demolición, diciembre de 1959. Las cerchas de hierro sostenían el techo y la claraboya.